# Jacaranda arborea
Espèce
Classification phylogénétique
Statut de conservation UICN

 VU B1+2c : Vulnérable
Jacaranda arborea est une espèce de plantes à fleurs de la famille des Bignoniaceae. C'est un arbuste ou un arbre endémique de Cuba et qui est actuellement menacé par la destruction de son habitat.